# Współczynnik dwuprzepływowości
Współczynnik dwuprzepływowości - stosunek między wydatkiem masowym powietrza przepływającego kanałem zewnętrznym do wydatku masowego powietrza przepływającego przez kanał wewnętrzny w silniku turboodrzutowym dwuprzepływowym lub turbowentylatorowym.
Wzrost współczynnika (większe natężenie przepływu konturem zewnętrznym) powoduje:
- wzrost sprawności napędowej (mniejsza jest prędkość wypływu gazów za silnikiem, przy ich zwiększonej masie) i tym samym spadek jednostkowego zużycia paliwa
- spadek hałasu
- spadek sygnatury cieplnej (mniejsza temperatura gazów za silnikiem).

Jest to okupione:
- wzrostem średnicy silnika
- większym kosztem produkcji (ostrzejsze np. normy technologiczne w zakresie wyważenia).

Jednak wspomniane zalety sprawiają, że wskaźniki dwuprzepływowości w projektowanych silnikach ulegają systematycznemu zwiększeniu.

## Przykłady
| Silnik                         | Samolot                                            | Wsp. dwuprzepływowości |
| ------------------------------ | -------------------------------------------------- | ---------------------- |
| Rolls-Royce/Snecma Olympus 593 | Concorde (silnik turboodrzutowy, jednoprzepływowy) | 0:1                    |
| SNECMA M88                     | Dassault Rafale                                    | 0.30:1                 |
| General Electric F404          | F/A-18, T-50, F-117                                | 0.34:1                 |
| Pratt & Whitney F100           | F-16, F-15                                         | 0.36:1                 |
| Eurojet EJ200                  | Eurofighter Typhoon                                | 0.4:1                  |
| Klimow RD-33                   | MiG-29, Ił-102                                     | 0.49:1                 |
| Saturn AL-31 F                 | Su-27, Su-30, Chengdu J-10                         | 0.59:1                 |
| Pratt & Whitney JT8D           | DC-9, MD-80, Boeing 727, Boeing 737                | 0.96:1                 |
| Kuźniecow NK-321               | Tu-160                                             | 1.4:1                  |
| Rolls-Royce RB.183 Tay         | Gulfstream IV, Fokker 70, Fokker 100               | 3.1:1                  |
| PowerJet SaM146                | Suchoj Superjet 100                                | 4.43:1                 |
| Pratt & Whitney PW4000         | Airbus A300, Airbus A330, Boeing 747-400 MD-11     | 5.3:1                  |
| Pratt & Whitney PW2000         | Boeing 757, C-17                                   | 5.9:1                  |
| Progress D-436                 | Jak-42M, Be-200, An-148                            | 6.2:1                  |
| General Electric GEnx          | Boeing 787                                         | 8.5:1                  |
| Rolls-Royce Trent 900          | Airbus A380                                        | 8.7:1                  |
| General Electric GE90          | Boeing 777                                         | 9:1                    |
| Rolls-Royce Trent 1000         | Boeing 787                                         | 11:1                   |
| CFM International LEAP-1A/1B   | Airbus A320neo, Boeing 737 MAX                     | 11:1, 9:1              |
| Pratt & Whitney PW1000G        | Airbus A320neo                                     | 12:1                   |